# Ткач, Юрий Константинович
Юрий Константинович Ткач (укр. Юрій Костянтинович Ткач; род. 9 ноября 1983 года) — украинский комик, телеактёр. Известен ролями в ситкомах «Страна У» и «Однажды под Полтавой». Участник телевизионных шоу «Танцы со звёздами», «Лига смеха» и «Игры приколов».

## Биография
Учился в Национальной металлургической академии Украины. Там он с друзьями организовал команду КВН «Сборная Днепропетровска». Капитаном команды был Игорь Ласточкин. Сборная стала бронзовым призёром Высшей украинской лиги 2009 года и серебряным призёром Высшей лиги КВН 2013 года.
В 2013 году «Студия Квартал-95» пригласила Юрия Ткача в съёмки ситкома «Страна У». Там он исполнил роль Юры, мужчины Яринки (Ирина Сопонару). В 2014 году начали снимать спин-офф «Страны У» «Однажды под Полтавой», где Юрчик и Яринка являются главными героями. В этом же году начались новые съёмки ситкома «Сказки У». Здесь Юрий Ткач выполняет роль Ивана Царевича.
В 2017 году принимал участие в четвёртом сезоне телепроекта «Танцы со звёздами». Здесь он танцевал в паре с Илоной Гвоздевой и продержался в шоу 7 эфиров.
В 2018 году в четвёртом сезоне Лиги смеха стал судьёй.
В 2019 году стал членом жюри шоу «Рассмеши комика. Дети» и актёром в шоу «Вечерний квартал» вместо Владимира Зеленского, который в то время баллотировался в Президенты Украины.
В 2020 году Ткач принял участие в шоу «Маскарад».
В 2021 году Ткач принял участие в шоу «Липсинк батл».

## Личная жизнь
Жена — Виктория.
Дочь — Елизавета.

## Телевидение и YouTube
- Бункер (проект Студии Квартал 95) — читает текст за кадром

## Фильмография
| Год  |   | Русское название     | Оригинальное название    | Роль           |
| ---- | - | -------------------- | ------------------------ | -------------- |
| 2013 | ф | Страна У             | Країна У                 | Юрчик          |
| 2014 | ф | Однажды под Полтавой | Одного разу під Полтавою | Юрчик          |
| 2014 | ф | Сказки У             | Казки У                  | Иван Царевич   |
| 2017 | ф | Тайна Коко           | Coco                     | музыка Мариачи |
| 2018 | ф | Я, ты, он, она       | Я, ти, він, вона         | друг Макса     |